# Skovhullæbe
Skovhullæbe (Epipactis helleborine), ofte skrevet skov-hullæbe, er en 7-100 cm høj orkidé, der er udbredt over det meste af Europa og i dele af Nordafrika. Blomsterne sidder i klaser på en dunhåret stængel og er grønne til violetrøde. I Danmark er skovhullæbe ret alimindelig i skove og parker i visse dele af landet og underarten hollandsk hullæbe findes i klitter i Nordjylland. Arten regnes for at være en af landets almindeligste orkidéer.

## Beskrivelse
Skovhullæbe er en orkidé. Stænglen er dunet på det nederste stykke, mens resten er glat. Bladene sidder spredtstillet, og de er hele og helrandede med buede bladribber. Oversiden er græsgrøn, mens undersiden er lidt lysere. Blomstringen foregår i juli-august, hvor man finder blomsterne samlet i endestillede klaser. De enkelte blomster er uregelmæssige (som det er almindeligt hos orkidér) med lyst grågrønne til lysviolette kronblade. Frugten er en kapsel med talrige, bittesmå frø.

## Underarter
- Hos E. helleborine subsp. helleborine er blomsternes støtteblade nedadbøjede. Den findes i Østjylland og på Øerne, hvor den er temmelig almindelig[4].
- Hollandsk hullæbe (E. helleborine subsp. neerlandica) kendes på, at blomsternes støtteblade er oprette eller udstående.[4]Den findes findes i klitter i Nordjylland.

## Voksested
Skovhullæbe findes over det meste af Europa op til 2000 moh. og når mod øst til Rusland, Krim og Kaukasus. Desuden findes den i dele af Nordafrika. Den vokser på skyggefulde steder i både nåle- og blandskov, klitlavninger og krat. Arten er introduceret til Nordamerika.
I Danmark er den ret almindelig i Østjylland og på Øerne i skove, haver og parker. Hollandsk hullæbe vokser hist og her i nordjyske klitter og klitplantager. I Skandinavien findes arten desuden vidt udbredt på Gotland.
I Funder Krat vest for Silkeborg vokser den på fugtige engstræk i en overdrevspræget vegetation sammen med bl.a. bjergærenpris, elfenbenspadderok, kristtorn, krognæbstar, kærmangeløv, majgøgeurt, risdueurt, skovrørhvene, smalbladet vandstjerne, smuk perikon, småbladet milturt, spæd pindsvineknop, stor frytle, tykakset star og vintereg.
| Portal | Portal:Botanik |